# José Pérez Molina
José Pérez Molina (? - Alacant, 1948) fou un polític alacantí, governador civil i president de la Diputació d'Alacant durant la Segona República Espanyola.
Treballava com a catedràtic i director de l'Escola de Comerç d'Alacant, alhora que militava en el Partit Republicà Radical, amb el que fou escollit regidor de l'ajuntament d'Alacant el 1917 dins l'anomenada Aliança d'Esquerres. El 1918 presidia la junta provincial alacantina del partit, el 1921 va assistir al Congrés de la Democràcia impulsat per Alejandro Lerroux i el 1923 era membre de la Lliga dels Drets de l'Home.
Després de la proclamació de la Segona República Espanyola fou nomenat governador civil de Las Palmas, càrrec que va ocupar fins a febrer de 1933, i de setembre a desembre de 1933 fou governador civil de Màlaga. Entre 1934 i 1936 també fou president de la Diputació d'Alacant. Tot i que fou vocal provincial del Partit Radical, en esclatar la guerra civil espanyola fou cessat de l'Escola de COmerç perquè fou considerat desafecte a la República.